# Tele2
Tele2 je telekomunikacijska tvrtka koja se bavi GSM mobilnom komunikacijom. Matična tvrtka osnovana je 1993., posluje u 11 zemalja i ima više od 24 milijuna korisnika. Započela je s radom u Švedskoj 1993. a u Hrvatskoj 2005. godine do 2020. godine.U Hrvatskoj su premašili milijun korisnika u 2019. godini.
Krajem svibnja 2019. godine, United Grupa objavila je kupovinu mobilnog operatera Tele2 Hrvatska, trećeg teleoperatera u Hrvatskoj. Očekuje se da će transakcija, koja je u procesu odobrenja regulatora, biti završena prije kraja 2019. godine. Početkom 2020. godine Tele2 Hrvatska, mobilni operator koji je djelovao 15 godina u Hrvatskoj je službeno promijeno vlasnika i ime. Od 1.1.2021 godine posluju pod imenom Telemach Hrvatska umjesto Tele2. Više nisu u sastavu švedske korporacije već ih je za 220 milijuna eura kupila United Grupa.

## Početci
Tele2 je osnovao mali poduzetnik Jan Stenbeck 1993. godine u Švedskoj. Bio je nezadovoljan visokim cijenama ostalih telekomunikacijskih operatera i odlučio je osnovati svoj koji danas posluje u 9 europskih zemalja i broji više od 14 milijuna korisnika.

## Slogani Tele2 Hrvatske (2005. – 2020.)
- Jednostavno jeftino (2005. – 2007.)
- Zašto platiti više? (2007. – 2011.)
- I ovce i novce (2011. – 2016.)
- Ta-Daa (2016. – 2020.)

## Kritike
Tele2 u Hrvatskoj je nekoliko puta bio meta kritika klijenata i medija zbog smanjenja dopuštenih minuta ili podatkovnog prometa u nekim tarifama.

## Vanjske poveznice
- Službena stranica